# Rifugio Troncea
Il rifugio Troncea è un rifugio situato nel comune di Pragelato (TO), in val Troncea (laterale della val Chisone), nelle Alpi Cozie, a 1.915 m s.l.m.

## Storia
Il rifugio è attivo da dicembre 2007.
È stato realizzato sui ruderi di un'antica baita di montagna.

## Caratteristiche e informazioni
Il rifugio si trova nel Parco naturale della Val Troncea.
È stato ricostruito seguendo le architetture tipiche della valle, con tetto in pietra a parti in legno.
Offre un servizio di pernottamento, ristorazione e bar.
Ha 40 posti letto, un'ampia sala da pranzo e un panoramico terrazzo rivolto verso la parte alta della val Troncea.
È aperto tutti i giorni nel periodo estivo, nei fine settimana e festività.
Dal 2013 è aperto tutti i giorni nel periodo invernale.

## Accessi
Si sale al rifugio percorrendo una comoda strada sterrata all'interno del parco e non percorribile con mezzi motorizzati. Si parte dalla frazione Pattemouche di Pragelato e si risale la val Troncea. Si passa sotto la borgata Laval e si entra nel parco. 
Più avanti si lascia la strada sterrata che continua la valle e si prende una deviazione sulla sinistra che conduce ad un poggio dove vi è la frazione Troncea ed il rifugio. in circa un'ora e mezza da Pattemouche, con un dislivello di 300 m. Dopo la borgata di Laval si può deviare a sinistra per fare un percorso alternativo, passando dalla borgata abbandonata di Seytes. Questa variazione risulta essere più impegnativa del percorso di fondovalle.
In inverno è raggiungibile con gli sci da fondo, quelli da scialpinismo oppure percorrendo il Sentiero delle ciaspole, percorso attrezzato e segnalato da utilizzare con le ciaspole.

## Ascensioni
- Bric Ghinivert - 3.037 m
- Punta del Beth - 2.986 m